# 买买提依布热依木·买买提明
买买提依布热依木·买买提明（1978年—），新疆维吾尔自治区策勒县人，维吾尔族，中华人民共和国政治人物、第十二届全国人民代表大会新疆地区代表。
毕业于新疆和田广播电视大学法律专业。加入中国共产党。2013年，担任全国人大代表。